# Доусън
Вижте пояснителната страница за други значения на Доусън.
Доусън (на английски: Dawson) е град в Джорджия, Съединени американски щати, административен център на окръг Теръл. Образуван е през 1857 и е наречен на политика Уилям Кросби Доусън. Населението му е 4157 души (по приблизителна оценка за 2017 г.).
В Доусън е роден певецът Отис Рединг (1941 – 1967).